# Ihor Hotsul
Ihor Evgeniyovich Hotsul (Ігор Євгенійович Гоцул, né le 14 mars 1965 à Odessa) est un dirigeant sportif ukrainien. Il est président de la Fédération ukrainienne d'athlétisme depuis 2012, membre du Comité national olympique, sous-ministre de la Jeunesse et des Sports de l'Ukraine et chef d'état-major.